# Диема
Диема (болг. Диема) — частный телевизионный канал в Болгарии, первый канал компании Диема Медиа Груп, входящей в состав Нова Броудкастинг Груп.

## История
Основателем канала Диема является Эмиль Славчев, первая трансляция программ состоялась 15 мая 1999 года. Язык вещания — болгарский. 95% акций канала принадлежит скандинавской медиа-корпорации Modern Times Group, остальные 5% — британской компании Apace Media. Местонахождение офиса — София. Формат изображения при трансляции: 4:3 SD.
Первоначальное название канала было Диема+, с 1 сентября 2007 года приняла нынешнее наименование. Совместно со спортивным каналом Диема Спорт показывает в Болгарии матчи чемпионата английской футбольной высшей лиги. В июне 2008 года транслировала на Болгарию футбольные матчи чемпионата Европы из Австрии и Швейцарии. По субботам и воскресениям, с 06:00 и до 09:30 канал показывал фильмы и телесериалы для детей и юношества — Огги и тараканы, Аватар, Повелитель четырёх стихий, Великолепная семёрка, Фантастическая четвёрка (1994) и др. С сентября 2007 года на Диеме в программе также американские сериалы Улицы Сан-Франциско, Стар Трек: Энтерпрайз и проч.